# Festa del Redentore

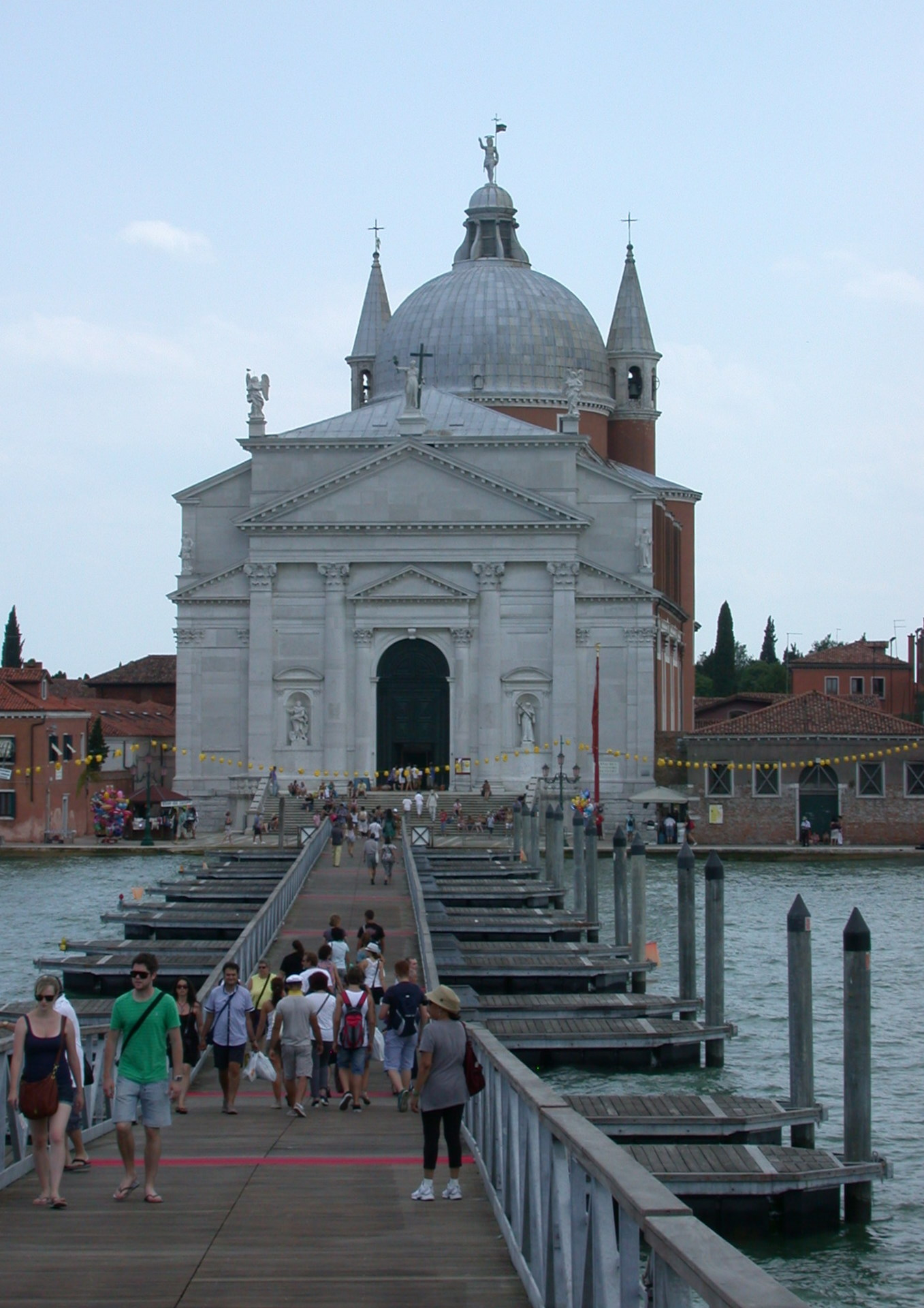
Festa del Redentore

Festa del Redentore (Venetianska: Fèsta de 'l Redentor) firas i Venedig tredje söndagen i juli varje år till tacksamt minne av att en långvarig pestepidemi i staden upphörde i juli 1577. Den har kommit att utvecklas till en stor folkfest och turistattraktion, som idag pågår i tre dagar och vid sidan av sitt centrala religiösa innehåll också omfattar stora fyrverkerier, mattraditioner och socialt umgänge.
En tillfällig bro byggs från San Marco-platsen till Guidecca, över Guideccakanalen och över den går en religiös procession. Tusentals båtar är förtöjda vid kajen. Vid hamnkanten dukas det upp med bord och stolar. När kvällen närmar sig kommer alla familjer med sin medhavda mat. Vid tolvslaget spelas klassisk musik i högtalarna och polisbåtarna med sirener patrullerar vattnet. Sedan startar ett fyrverkeri som håller på i över en timma. Detta är en av världens mest erkända fyrverkeritillställningar.